# Jil Teichmann
Pour les articles homonymes, voir Teichmann.
Jil Belen Teichmann, née le 15 juillet 1997 à Barcelone, est une joueuse de tennis suisse, professionnelle depuis 2015.
À ce jour, elle a remporté deux titres en simple et un titre en double sur le circuit WTA.

## Biographie
Jil Teichmann naît le 15 juillet 1997 à Barcelone de parents zurichois. Elle y fréquente l'école suisse. Elle déménage à Bienne avec sa famille à 14 ans puis retourne à Barcelone en 2016.
Après avoir travaillé avec Karim Perona, elle est entraînée depuis 2019 par l'ancienne joueuse espagnole Arantxa Parra Santonja.

## Carrière

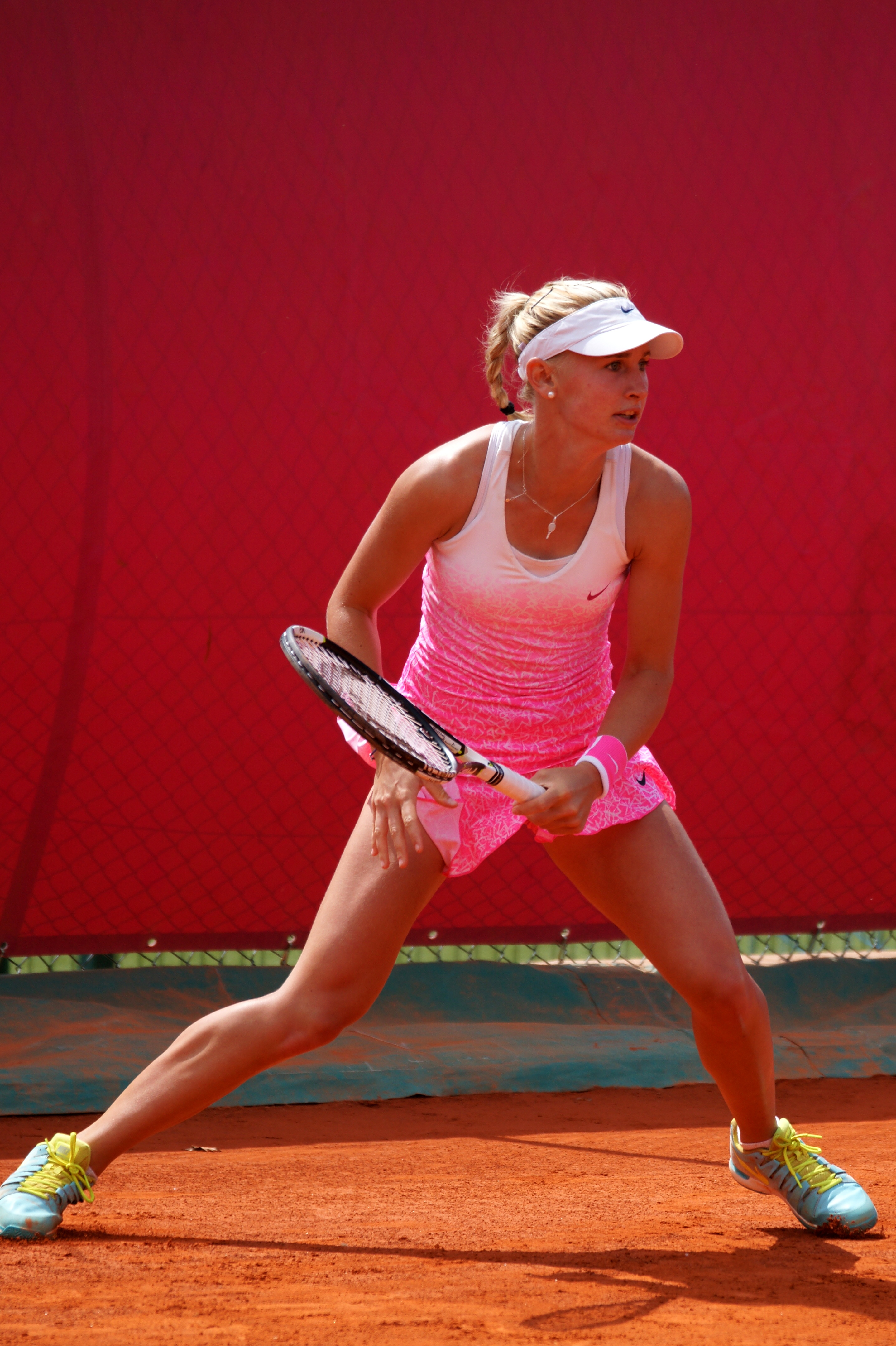
Jil Teichmann à Cagnes-sur-Mer en 2015.

Très prometteuse sur le circuit junior, Jil Teichmann remporte en 2014 le tournoi Grade A de Porto Alegre, puis décroche une médaille d'or en double mixte aux Jeux olympiques de la jeunesse avec le Polonais Jan Zieliński ainsi qu'un titre en double à l'US Open avec la Turque İpek Soylu, ce qui lui permet d'atteindre la 3e place mondiale. En 2015, elle prend la 4e place du Masters de Chengdu, atteint les quarts de finale à Roland-Garros et la finale au Championnat d'Europe. Un mois plus tard, elle remporte son premier tournoi professionnel à Brunswick.
En 2016, elle se qualifie pour le tournoi de Strasbourg et écarte Kurumi Nara au premier tour avant de céder face à Caroline Garcia. Elle confirme son talent en remportant deux nouveaux titres consécutifs à Montpellier et à Périgueux sans perdre un set au cours du tournoi. En 2017, elle s'impose à Chiasso mais perd en finale à Cagnes-sur-Mer contre Beatriz Haddad Maia. Invitée à Wuhan en septembre, elle bat Samantha Stosur au premier tour puis s'incline contre la n°9 mondiale Dominika Cibulková. En 2018, elle remporte son premier titre en double en catégorie WTA 125 à Newport Beach, associée à Misaki Doi. Fin août, elle se qualifie pour l'US Open et atteint le deuxième tour.
En 2019, issue du tableau des qualifications, elle participe au tournoi de Prague où elle remporte le premier titre de sa carrière sur le circuit WTA en battant la tchèque Karolína Muchová sur le score 7-65, 3-6, 6-4. Cette victoire lui permet d'intégrer pour la première fois le top 100 au classement WTA la semaine suivante. En juillet, après un quart de finale à Lausanne, elle s'adjuge un second titre à Palerme, battant en finale la favorite et n°5 mondiale Kiki Bertens. En février 2020, elle remporte ses deux simples lors du premier tour de la Fed Cup contre le Canada et envoie son pays en phase finale. En août, elle dispute sa troisième finale à Lexington où elle s'incline contre Jennifer Brady.
Malgré deux défaites consécutives en Australie contre Coco Gauff, elle commence bien son année 2021 en étant quart de finaliste au Phillip Island Trophy à Melbourne, puis demi-finaliste la semaine suivante à Adélaïde. Elle se hisse ensuite en demi-finale du WTA 1000 de Dubaï, profitant notamment de l'abandon de Petra Kvitová au deuxième tour, puis écartant Ons Jabeur et prenant sa revanche sur Gauff en quart de finale. Elle s'incline contre Barbora Krejčíková malgré deux balles de set dans la première manche. Ce résultat lui permet cependant de faire son entrée dans le top 50. Sa saison est cependant perturbée par une blessure à la cuisse qui la contraint à se retirer du tournoi de Miami. Elle fait ensuite l'impasse sur les Internationaux de France en raison d'une blessure au pied gauche. Rétablie physiquement, elle se distingue au tournoi de Cincinnati qu'elle dispute grâce à une invitation en écartant au 3e tour la n°2 mondiale Naomi Osaka (3-6, 6-3, 6-3), puis sa compatriote et récente championne olympique Belinda Bencic (6-3, 6-2). Elle atteint la finale en battant la n°4 Karolína Plíšková (6-2, 6-4).
En mai 2022, elle atteint pour la première fois les huitièmes de finale d'un tournoi du Grand Chelem, lors du tournoi de Roland-Garros. Elle s'incline contre l'Américaine Sloane Stephens (2-6, 0-6).
Très mal embarquée sur son premier tour contre l'invité Miriam Bulgaru à Iasi, elle renverse le cours du match (1-6, 7-6, 6-1) et profite d'un tableau ouvert pour parvenir jusqu'en finale pour la première fois depuis quatre saisons après des succès sur la Polonaise Maja Chwalińska (7-6, 6-2), sa compatriote Simona Waltert (5-7, 6-1, 7-5) et Sorana Cîrstea (6-4, 6-3). Affrontant une deuxième vétérane et troisième joueuse Roumaine en finale en la personne d'Irina-Camelia Begu, elle s'incline (0-6, 5-7).

## Palmarès

### Titres en simple dames
| No | Date       | Nom et lieu du tournoi           | Catégorie | Dotation    | Surface      | Finaliste        | Score          |          |
| -- | ---------- | -------------------------------- | --------- | ----------- | ------------ | ---------------- | -------------- | -------- |
| 1  | 29-04-2019 | J&T Banka Prague Open, Prague    | Intern'l  | 226 750 € $ | Terre (ext.) | Karolína Muchová | 7-65, 3-6, 6-4 | Parcours |
| 2  | 22-07-2019 | 30° Palermo Ladies Open, Palerme | Intern'l  | 226 750 €   | Terre (ext.) | Kiki Bertens     | 7-63, 6-2      | Parcours |

### Finales en simple dames
| No | Date       | Nom et lieu du tournoi              | Catégorie | Dotation    | Surface      | Vainqueure         | Score    |          |
| -- | ---------- | ----------------------------------- | --------- | ----------- | ------------ | ------------------ | -------- | -------- |
| 1  | 10-08-2020 | The Top Seed Open, Lexington        | Intern'l  | 202 250 $   | Dur (ext.)   | Jennifer Brady     | 6-3, 6-4 | Parcours |
| 2  | 16-08-2021 | Western & Southern Open, Cincinnati | WTA 1000  | 2 114 989 $ | Dur (ext.)   | Ashleigh Barty     | 6-3, 6-1 | Parcours |
| 3  | 14-07-2025 | UniCredit Iași Open, Iași           | WTA 250   | 275 094 $   | Terre (ext.) | Irina-Camelia Begu | 6-0, 7-5 | Parcours |

### Titres en double dames
| No | Date       | Nom et lieu du tournoi        | Catégorie | Dotation  | Surface      | Partenaire      | Finalistes                         | Score    |          |
| -- | ---------- | ----------------------------- | --------- | --------- | ------------ | --------------- | ---------------------------------- | -------- | -------- |
| 1  | 06-07-2021 | European Open Hambourg        | WTA 250   | 235 238 $ | Terre (ext.) | Jasmine Paolini | Astra Sharma Rosalie van der Hoek  | 6-0, 6-4 | Parcours |
| 2  | 16-10-2023 | Transylvania Open Cluj-Napoca | WTA 250   | 259 303 $ | Dur (int.)   | Jodie Burrage   | Léolia Jeanjean Valeriya Strakhova | 6-1, 6-4 | Parcours |

### Finales en double dames
| No | Date       | Nom et lieu du tournoi      | Catégorie | Dotation  | Surface      | Vainqueures                      | Partenaire     | Score    |          |
| -- | ---------- | --------------------------- | --------- | --------- | ------------ | -------------------------------- | -------------- | -------- | -------- |
| 1  | 10-08-2020 | The Top Seed Open Lexington | Intern'l  | 202 250 $ | Dur (ext.)   | Hayley Carter Luisa Stefani      | Marie Bouzková | 6-1, 7-5 | Parcours |
| 2  | 13-06-2022 | Bett1 Berlin                | WTA 500   | 757 900 $ | Gazon (ext.) | Storm Sanders Kateřina Siniaková | Alizé Cornet   | 6-4, 6-3 | Parcours |

### Titres en simple en WTA 125
| No | Date       | Nom et lieu du tournoi                  | Catégorie | Dotation  | Surface      | Finaliste           | Score     |          |
| -- | ---------- | --------------------------------------- | --------- | --------- | ------------ | ------------------- | --------- | -------- |
| 1  | 09-09-2024 | Zavarovalnica Sava Ljubljana, Ljubljana | WTA 125   | 115 000 $ | Terre (ext.) | Nuria Párrizas Díaz | 7-68, 6-4 | Parcours |
| 2  | 03-02-2025 | L&T Mumbai Open, Bombay                 | WTA 125   | 115 000 $ | Dur (ext.)   | M. Sawangkaew       | 6-3, 6-4  | Parcours |

### Titre en double en WTA 125
| No | Date       | Nom et lieu du tournoi                 | Catégorie | Dotation  | Surface    | Partenaire | Finalistes                  | Score             |          |
| -- | ---------- | -------------------------------------- | --------- | --------- | ---------- | ---------- | --------------------------- | ----------------- | -------- |
| 1  | 22-01-2018 | Oracle Challenger Series Newport Beach | WTA 125   | 150 000 $ | Dur (ext.) | Misaki Doi | Jamie Loeb Rebecca Peterson | 7-64, 1-6, [10-8] | Parcours |

### Finale en double en WTA 125
| No | Date       | Nom et lieu du tournoi                 | Catégorie | Dotation  | Surface      | Vainqueures                          | Partenaire      | Score            |          |
| -- | ---------- | -------------------------------------- | --------- | --------- | ------------ | ------------------------------------ | --------------- | ---------------- | -------- |
| 1  | 09-09-2024 | Zavarovalnica Sava Ljubljana Ljubljana | WTA 125   | 115 000 $ | Terre (ext.) | Nuria Brancaccio Leyre Romero Gormaz | Lina Gjorcheska | 5-7, 7-5, [10-7] | Parcours |

## Parcours en Grand Chelem

### En simple dames
| Année | Open d'Australie | Open d'Australie      | Internationaux de France | Internationaux de France | Wimbledon       | Wimbledon           | US Open         | US Open         |
| ----- | ---------------- | --------------------- | ------------------------ | ------------------------ | --------------- | ------------------- | --------------- | --------------- |
| 2016  | —                | —                     | —                        | —                        | —               | —                   | Q1              | Han Xinyun      |
| 2017  | Q1               | Anastasiya Komardina  | —                        | —                        | Q3              | Beatriz Haddad Maia | Q1              | Naomi Broady    |
| 2018  | Q1               | Yanina Wickmayer      | Q1                       | Grace Min                | —               | —                   | 2e tour (1/32)  | Kaia Kanepi     |
| 2019  | Q1               | Viktorija Golubic     | Q1                       | Katie Swan               | 1er tour (1/64) | Anastasia Potapova  | 1er tour (1/64) | Elise Mertens   |
| 2020  | 1er tour (1/64)  | Ekaterina Alexandrova | 1er tour (1/64)          | Irina-Camelia Begu       | Annulé          | Annulé              | 1er tour (1/64) | Aliona Bolsova  |
| 2021  | 1er tour (1/64)  | Coco Gauff            | —                        | —                        | 1er tour (1/64) | Camila Giorgi       | 2e tour (1/32)  | Anett Kontaveit |
| 2022  | 2e tour (1/32)   | Victoria Azarenka     | 1/8 de finale            | Sloane Stephens          | 1er tour (1/64) | Ajla Tomljanović    | 1er tour (1/64) | Zhang Shuai     |
| 2023  | 2e tour (1/32)   | Zhu Lin               | 1er tour (1/64)          | Sara Errani              | 1er tour (1/64) | Magda Linette       | Q1              | Petra Marčinko  |
| 2024  | Q2               | Destanee Aiava        | Q2                       | I. Burillo Escorihuela   | Q1              | Daria Snigur        | Q2              | Zeynep Sönmez   |
| 2025  | Q3               | Sára Bejlek           | 2e tour (1/32)           | Aryna Sabalenka          | 1er tour (1/64) | Lucia Bronzetti     |                 |                 |

N.B. : à droite du résultat se trouve le nom de l'ultime adversaire.

### En double dames
| Année | Open d'Australie                                                                     | Open d'Australie                                                                       | Internationaux de France | Internationaux de France | Wimbledon                                                                         | Wimbledon                                                                      | US Open                                                                            | US Open |
| ----- | ------------------------------------------------------------------------------------ | -------------------------------------------------------------------------------------- | ------------------------ | ------------------------ | --------------------------------------------------------------------------------- | ------------------------------------------------------------------------------ | ---------------------------------------------------------------------------------- | ------- |
| 2019  | —                                                                                    | —                                                                                      | —                        | —                        | —                                                                                 | —                                                                              | 2e tour (1/16) K. Muchová \|\| style="text-align:left;" \| E. Mertens A. Sabalenka |         |
| 2020  | 1er tour (1/32) K. Muchová \|\| style="text-align:left;" \| C. Gauff C. McNally      | 2e tour (1/16) N. Stojanović \|\| style="text-align:left;" \| S. Kenin B. Mattek-Sands | Annulé                   | Annulé                   | —                                                                                 | —                                                                              |                                                                                    |         |
| 2021  | 1er tour (1/32) F. Ferro \|\| style="text-align:left;" \| N. Melichar D. Schuurs     | —                                                                                      | —                        | —                        | —                                                                                 | 1er tour (1/32) J. Paolini \|\| style="text-align:left;" \| S. Stosur Zhang S. |                                                                                    |         |
| 2022  | 1er tour (1/32) V. Golubic \|\| style="text-align:left;" \| L. Kichenok J. Ostapenko | 2e tour (1/16) V. Golubic \|\| Forfait                                                 | —                        | —                        | 1er tour (1/32) A. Cornet \|\| style="text-align:left;" \| D. Krawczyk D. Schuurs |                                                                                |                                                                                    |         |
| 2023  | 2e tour (1/16) B. Bencic \|\| style="text-align:left;" \| G. Dabrowski G. Olmos      | —                                                                                      | —                        |                          |                                                                                   |                                                                                |                                                                                    |         |

N.B. : le nom de la partenaire se trouve sous le résultat ; les noms des ultimes adversaires se trouvent à droite.

## Parcours en «Premier» et WTA 1000
Les tournois WTA « Premier Mandatory » et « Premier 5 » (entre 2009 et 2020) et WTA 1000 (à partir de 2021) constituent les catégories d'épreuves les plus prestigieuses, après les quatre levées du Grand Chelem. 

De 2009 à 2023, les tournois Premier Mandatory (dits tournois WTA 1000 obligatoires entre 2021 et 2023) regroupent Indian Wells, Miami, Madrid et Pékin, les autres constituant les tournois Premier 5 (tournois WTA 1000 non-obligatoires). À partir de 2024, le nombre de tournois WTA 1000 passe à 10 par saison (fin de l’alternance Doha / Dubaï), ces derniers devenant tous obligatoires et offrant tous 1000 points à la vainqueure (contre 900 points précédemment pour les tournois Premier 5).

### En simple dames
| Année |       |                              |                          |                            |                            |                            |                              |                            |                             |                             |  |                              |
| Doha  | Dubaï | Indian Wells                 | Miami                    | Madrid                     | Rome                       | Canada                     | Cincinnati                   | Pékin                      |                             | Wuhan                       |  |                              |
| Doha  | Dubaï | Indian Wells                 | Miami                    | Madrid                     | Rome                       | Canada                     | Cincinnati                   | Pékin                      | Guadalajara                 |                             |  |                              |
| Doha  | Dubaï | Indian Wells                 | Miami                    | Madrid                     | Rome                       | Canada                     | Cincinnati                   | Pékin                      |                             |                             |  |                              |
| 2017  |       | Hors catégorie               |                          |                            |                            |                            |                              |                            |                             |                             |  | 2e tour (1/16) D. Cibulková  |
|       |       |                              |                          |                            |                            |                            |                              |                            |                             |                             |  |                              |
| 2019  |       | Hors catégorie               |                          |                            |                            |                            |                              |                            |                             | 1er tour (1/32) A. Petkovic |  |                              |
| 2020  |       | 1er tour (1/32) J. Ostapenko | Hors catégorie           | Annulé                     | Annulé                     | Annulé                     | 1er tour (1/32) A. Blinkova  | Annulé                     | 2e tour (1/16) A. Kontaveit | Annulé                      |  | Annulé                       |
| 2021  |       | Hors catégorie               | 1/2 finale B. Krejčíková | 2e tour (1/32) I. C. Begu  | 1er tour (1/64) P. Badosa  | 2e tour (1/16) P. Badosa   | 1er tour (1/32) A. Sevastova | 1er tour (1/32) D. Collins | Finale A. Barty             | Annulé                      |  | Annulé                       |
| 2022  |       | 3e tour (1/8) A. Sabalenka   | Hors catégorie           | 1er tour (1/64) D. Kovinić | 1er tour (1/64) A. Riske   | 1/2 finale J. Pegula       | 1/4 de finale D. Kasatkina   | 3e tour (1/8) S. Halep     | 1er tour (1/32) P. Kvitová  | Hors calendrier             |  | 1er tour (1/32) B. Andreescu |
| 2023  |       | Hors catégorie               | 1er tour (1/32) L. Davis | 3e tour (1/16) R. Peterson | 1er tour (1/64) K. Muchová | 2e tour (1/32) L. Tsurenko | 2e tour (1/32) J. Grabher    |                            |                             |                             |  |                              |
|       |       |                              |                          |                            |                            |                            |                              |                            |                             |                             |  |                              |
| 2025  |       |                              |                          |                            |                            |                            | 2e tour (1/32) E. Raducanu   |                            |                             |                             |  |                              |

Sous le résultat, l’ultime adversaire.
1. 1 2   Les tournois de Doha et Dubaï alternent le statut de tournoi WTA 1000 (ex Premier 5) entre 2009 et 2023 : les trois premières éditions ont lieu à Dubaï, les trois suivantes à Doha, puis Dubaï accueille le tournoi de cette catégorie les années impaires et Dubaï les années paires. De 2011 à 2023, la ville qui n’accueille pas de WTA 1000 organise à la place un tournoi WTA 500 (ex Premier).
2. 1 2 3 4 5 6 7   L’ordre de déroulement des tournois a évolué depuis 2009 : Rome se dispute avant Madrid et Cincinnati avant Montréal/Toronto jusqu’en 2010, tandis que Tokyo/Wuhan/Guadalajara ont lieu avant Pékin jusqu’en 2023.
3. 1 2 3 4 5 6 7 8  Du fait de la pandémie de Covid-19, les tournois d’Indian Wells, de Miami, de Madrid, du Canada, de Wuhan et de Pékin sont annulés en 2020. Ces deux derniers le sont également en 2021. Pour des raisons d’organisation, le tournoi de Cincinnati 2020 a exceptionnellement lieu à Flushing Meadows à New York.
4. ↑  Le 1er décembre 2021, le président de la WTA, Steve Simon, annonce que tous les tournois prévus en Chine et à Hong Kong sont suspendus à partir de 2022, en raison de préoccupations concernant la sécurité et le bien-être de la joueuse de tennis chinoise Peng Shuai après ses allégations de relations sexuelles non-consenties avec Zhang Gaoli, membre de haut rang du Parti communiste chinois. Le tournoi de Pékin revient en 2023. Le tournoi de Guadalajara remplace celui de Wuhan pendant deux ans, ce dernier réapparaissant en 2024.

## Parcours en Fed Cup
| #                                                                           | Date       | Lieu   | Surface    | Gagnante(s)                    | Perdante(s)                     | Score            |          |
| --------------------------------------------------------------------------- | ---------- | ------ | ---------- | ------------------------------ | ------------------------------- | ---------------- | -------- |
|                                                                             |            |        |            |                                |                                 |                  |          |
| 2018 - 1/4 de finale (groupe mondial) - République tchèque - Suisse - 3 : 1 |            |        |            |                                |                                 |                  |          |
| 1                                                                           | 10/02/2018 | Prague | Dur (int.) | Timea Bacsinszky Jil Teichmann | Lucie Šafářová Barbora Strýcová | 1-6, 6-4, [10-8] | Parcours |

## Classements WTA en fin de saison
| Année          | 2013 | 2014 | 2015 | 2016 | 2017 | 2018 | 2019 | 2020 | 2021 | 2022 | 2023 | 2024 |
| Rang en simple | 789  | 586  | 439  | 213  | 142  | 144  | 73   | 57   | 37   | 35   | 143  | 137  |
| Rang en double | 1064 | 531  | 363  | 216  | 298  | 207  | 287  | 166  | 110  | 106  | 136  | 453  |

Source : (en) Classements de Jil Teichmann sur le site officiel de la Fédération internationale de tennis

## Victoires sur le top 10
Toutes ses victoires sur des joueuses classées dans le top 10 de la WTA lors de la rencontre.
| Légende            |
| Grand Chelem       |
| WTA 1000           |
| WTA 500            |
| Intern'l / WTA 250 |
| Fed Cup            |

|   | Rang  |  | Tournoi      | Année | Surface      |                   | Adversaire      | Rang  | Tour     | Score          | Tableau |
| - | ----- |  | ------------ | ----- | ------------ | ----------------- | --------------- | ----- | -------- | -------------- | ------- |
| 1 | no 82 |  | Palerme      | 2019  | Terre        |                   | Kiki Bertens    | no 5  | Finale   | 7-63, 6-2      | Tableau |
| 2 | no 54 |  | Dubaï        | 2021  | Dur          |                   | Petra Kvitová   | no 10 | 1/16     | 6-2, 3-4 ab.   | Tableau |
| 3 | no 40 |  | Madrid       | 2021  | Terre battue |                   | Elina Svitolina | no 5  | 1/64     | 2-6, 6-4, 7-65 | Tableau |
| 4 | no 76 |  | Cincinnati   | 2021  | Dur          |                   | Naomi Osaka     | no 2  | 1/8      | 3-6, 6-3, 6-3  | Tableau |
| 5 | no 76 |  | Cincinnati   | 2021  | Dur          | Karolína Plíšková | no 4            | 1/2   | 6-2, 6-4 |                | Tableau |
| 6 | no 21 |  | Canada       | 2022  | Dur          |                   | Anett Kontaveit | no 2  | 1/16     | 6-4, 6-4       | Tableau |
| 7 | no 39 |  | Indian Wells | 2023  | Dur          |                   | Belinda Bencic  | no 9  | 1/32     | 3-6, 6-3, 6-3  | Tableau |